# سافانيت
سافانيت هي مدينة من مدن هايتي. يبلغ عدد سكانها 29,717 نسمة وذلك حسب إحصائيات سنة 2003. تبلغ مساحتها 201.1 كم².